# 교황 보니파시오 8세
교황 보니파시오 8세(라틴어: Bonifacius PP. VIII, 이탈리아어: Papa Bonifacio VIII, 1235년 ~ 1303년 10월 11일)는 제193대 교황(재위: 1294년 12월 24일 ~ 1303년 10월 11일)이다. 본명은 베네데토 가에타니(이탈리아어: Benedetto Caetani)이다. 프랑스 국왕 필리프 4세와 갈등 끝에 1303년 아나니 사건이 발생하였고, 빰을 맞고 폭행을 당하는 등 모욕을 당한 후 감금당했다. 그 충격으로 한달 만에 사망하였다.

## 이력
베네데토는 1235년경 로마에서 남동쪽으로 50킬로미터 떨어진 아나니에서 태어났다. 그의 부친은 교황령의 남작 집안인 가에타니 가문의 로프레도 가에타니이며, 모친은 교황 알렉산데르 4세의 조카딸인 에밀리아 파트라소 디 과르치노이다. 베네데토는 외삼촌 프라 레오나르도 파트라소의 후원을 받은 벨레트리의 작은형제회 수도원에 들어가는 것으로 교회에 처음 발을 들여놓게 되었다. 1252년 후원자이자 삼촌인 피에트로 가에타니가 움브리아 주에 있는 토디의 주교가 되자 베네데토는 그를 따라 토디로 가서 그곳에서 법학을 공부했다.
그는 교황 알렉산데르 4세의 허락을 받고 자기 가족이 있는 아나니 대성당의 의전참사회원이 되었다. 1260년 삼촌 피에트로 가에타니는 그를 토디 대성당의 의전참사회원으로 받아들였다. 베네데토는 또한 21개의 난로가 있는 시스마노 성이라는 작은 성을 소유하였다.
1264년 베네데토는 교회 법률가로 로마 교황청에 등용되었다. 그는 훗날 교황 마르티노 4세가 되는 시몽 드 브리옹 추기경의 비서로 프랑스로 가는 길에 동행하였다. 시몽 추기경은 1264년 4월 25일 교황 우르바노 4세에 의해 교황청 대표 자격으로 나폴리와 시칠리아의 왕위를 둘러싸고 앙주의 샤를과 협상하였다. 1264년 5월 1일 시몽 추기경은 자신의 임무를 위해 베네데토를 자신의 비서로 데려갔다.
1265년 2월 26일, 새로 즉위한 교황 클레멘스 4세는 즉위 8일 만에 시몽 추기경에게 협상을 중단하고 즉시 프로방스로 가서 추가적인 지시를 받으라고 말했다. 같은 날, 클레멘스 4세는 샤를에게 그가 시칠리아의 왕이 되기 위해서는 동의해야 하는 35가지 조건이 있다고 말하는 한편 잉글랜드의 헨리 3세와 그의 아들 에드먼드에게도 친서를 보내 그들이 시칠리아 왕국을 소유할 수 없다고 통보하였다. 더불어 그는 샤를을 위해 기금을 조성한 시에나 추기경에게 7천 파운드를 갚아주어야 한다고 말했다. 1265년 3월 20일 앙주의 샤를과의 협상을 더 신속히 처리하기 위해 시몽 추기경은 주교좌 성당과 그 밖의 자기 관구에서 성직자 다섯 명에게 성직록을 지급할 권한을 부여받았다. 이 때 베네데토 가에타니도 최소한 얼마 간 프랑스 성직록을 받았을 것이다. 1265년 4월 9일 교황 사절 시몽 드 브리옹 추기경은 우르바노 4세가 선종했다고 해서 생전에 그가 부여한 특전이 끝난 것은 아니라고 선언하였다. 만약 시몽 추기경이 교황 사절을 그만두었다면 그러한 선언은 무의미했을 것이다. 베네데토는 또한 훗날 교황 하드리아노 5세가 되는 오토보네 프레스키 추기경과 함께 잉글랜드로 동행하기도 했다. 오토보네 추기경과 동반한 또 다른 사람은 리에주 수석부제인 피아첸차의 테오발도로, 그는 에드워드 왕자의 벗으로 그와 함께 십자군 원정에 나가기도 했으며, 종국에는 교황 그레고리오 10세로 선출되었다. 1265년 5월 4일 오토보네 추기경은 새 교황 클레멘스 4세에 의해 잉글랜드와 스코틀랜드, 웨일스, 아일랜드의 교황 특사로 임명되었다. 1265년 8월 29일 추기경은 프랑스 왕 루이 9세에 의해 프랑스 궁정에 들어갔다. 그곳에서 그는 시몽 드 몽포르와 그의 아들 앙리가 그 달 초 있었던 이브샴 전투에서 사망했다는 사실을 알았다. 오토보네 추기경은 1265년 10월까지 볼로뉴에 당도하지 못했다. 그는 헨리 3세에 국왕에 대항한 시몽 드 몽포르의 잔당들을 소탕하는 일을 돕기 위해 1268년 7월까지 잉글랜드에 머물렀다. 한편 베네데토 가에타니는 잉글랜드에 머무는 동안 노샘프턴셔 주 토우스터에 있는 세인트 로렌스 성당의 주임 사제를 지냈다.
베네데토가 잉글랜드에서 돌아온 후 8년 동안 그의 행적은 전혀 알려진 바가 없다. 다만 이 시기는 1268년 11월 29일부터 1272년 2월 교황 그레고리오 10세가 교황직을 수락할 때까지 긴 사도좌 공석 시기였다. 또한 이 시기에는 교황 그레고리오 10세와 그의 추기경들이 1273년 프랑스로 가서 공의회를 소집하고, 1270년 루이 9세가 제8차 십자군을 일으킨 시기이기도 했다. 교황과 일부 추기경들은 1275년 11월 말 이탈리아로 돌아가는 길에 나섰다. 그레고리오 10세는 아레초에서 성탄절을 지낸 후 1276년 1월 10일 그곳에서 선종하였다. 1276년 베네데토는 로마 교황청의 법률가로서 십일조 징수를 감독하기 위해 프랑스로 파견되었으며, 1270년경 말에는 교황의 공증인으로 임명되었다. 이 기간에 베네데토는 17개의 성직록을 축적하여 교황이 될 때까지 계속 유지하였다.
1281년 4월 12일 교황 마르티노 4세는 오르비에토에서 베네데토 가에타니를 산 니콜라 인 카르체레 성당의 부제급 추기경에 서임하였다. 1288년 그는 구엘프와 기벨린으로 나뉜 페루자와 폴리뇨 간의 분쟁을 중재하기 위해 움브리아에 교황 특사로 파견되었다. 1289년 겨울, 그는 포르투갈의 주교 서임권 분쟁 때 교황 니콜라오 4세의 고문 중의 한 명으로 활동했다. 그로부터 3년이 지난 1291년 9월 22일 교황 니콜라오 4세는 그를 산 마르티노 인 산 실베스트로 성당의 사제급 추기경으로 승품시켰다. 베네데토는 교황 특사로서 프랑스와 나폴리, 시칠리아, 아라곤 등과의 외교적 교섭에 나섰다.

## 교황 선출

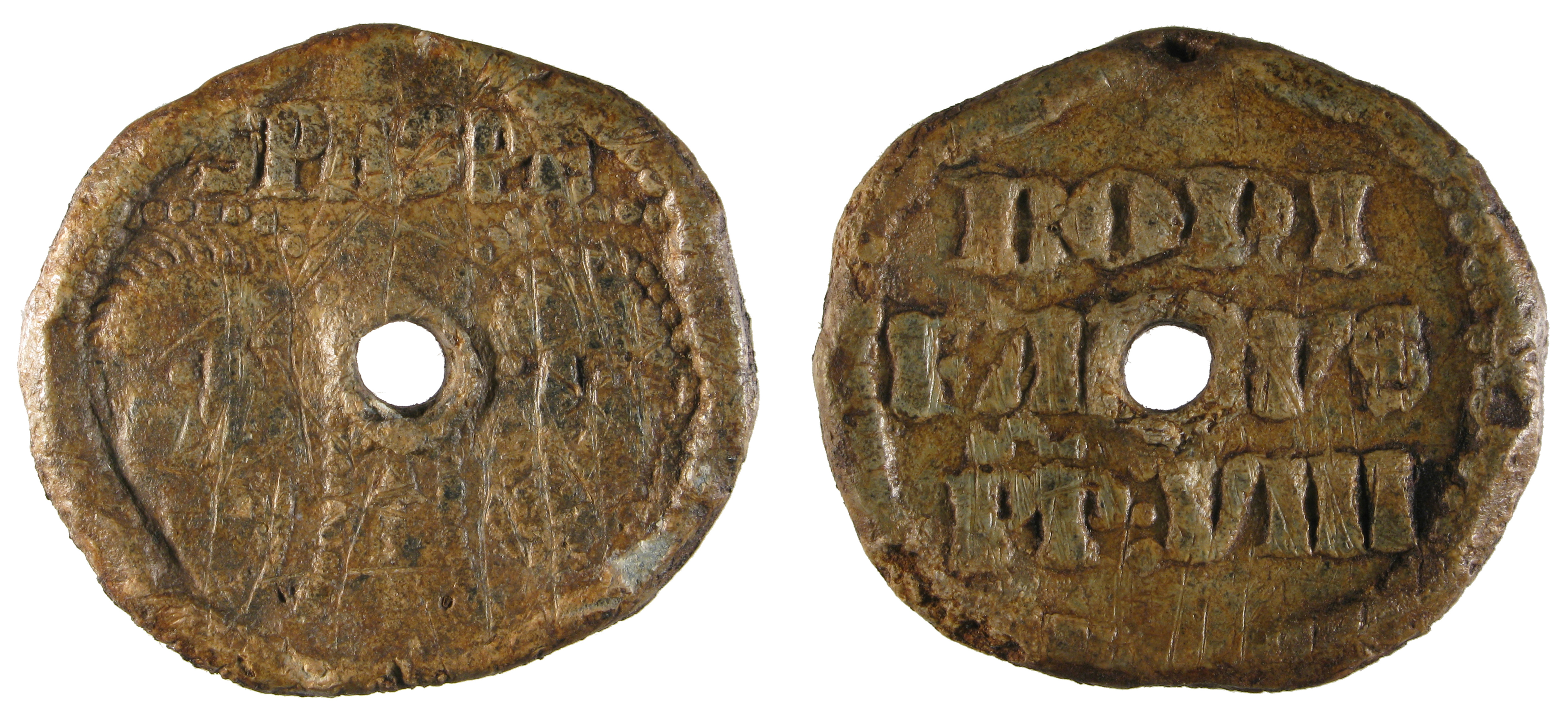
보니파시오 8세의 인장

1294년 12월 13일 교황 첼레스티노 5세가 나폴리에서 교황직에서 물러난다고 공식 발표하였다. 1294년 당시 나폴리에 있었던 루카의 바르톨로메오는 베네데토 가에타니가 첼레스티노 5세에게 사임을 종용한 몇몇 추기경들 중의 한 사람이라고 말했다. 하지만 기록에도 있듯이 첼레스티노 5세는 전문가들과 상의 후 자신의 자유의사에 따라 사임한 것으로, 베네데토는 어디까지나 단지 교황의 사임이 교회법에 어긋나는 것이 아니라는 것을 알려주었을 뿐이다. 어쨌든, 첼레스티노 5세가 교황좌에서 내려오면서 베네데토 가에타니가 교황으로 선출되어 보니파시오 8세가 되었다.
1294년 콘클라베는 첼레스티노 5세가 사임하고 10일이 지난 12월 23일에 열렸다. 1274년 제2차 리옹 공의회에서 교황 그레고리오 10세가 제정한 규정들에는 교황의 사임에 관한 것이 없었지만, 추기경들은 교황의 선종과 마찬가지로 교황이 사임하고 10일을 기다렸다. 그리하여 당시 추기경 22명 전원이 첼레스티노 5세가 사임한 장소이기도 한 나폴리의 카스텔누오보에 모일 수 있었다. 베네데토 가에타니는 1294년 12월 24일 크리스마스 이브에 교황으로 선출되었다. 1차 투표에서 그는 이미 교황으로 선출되기에 필요한 3분의 2 이상의 과반수 표를 얻었다. 그는 1295년 1월 23일 로마의 주교로 성성되었다. 그는 즉시 교황청과 함께 로마로 돌아가 1295년 1월 23일 주일 바티칸 성 베드로 대성전에서 대관식을 가졌다. 교황으로서 그가 한 첫 번째 행동은 전임자 첼레스티노 5세를 페렌티노의 푸모네 성에 기거하도록 한 것이다. 첼레스티노 5세는 그곳에서 자기 수도회 수사 두 사람과 함께 81세의 나이로 선종할 때까지 지냈다. 또한 보니파시오 8세는 1303년 로마 라 사피엔차 대학교를 설립했다.

## 교회법
교회법 분야에 있어서 보니파시오 8세는 오늘날까지도 지대한 영향력을 주고 있다. 1234년 교황 그레고리오 9세가 교황의 권위로 《그레고리오 9세 칙령집》(Decretales Gregorii IX)을 반포했으나 이후 60년 동안 후임 교황들에 의해서도 수차례 칙령들이 반포되었다. 그래서 보니파시오 8세 시대에 이르러 새로운 칙령집이 필요했다. 보니파시오 8세는 《교회 법령집》(Regulæ Iuris)이라는 주요 법령들의 모음집 뿐만 아니라 자신이 반포한 88여 개의 칙령을 포함한 역대 교황들의 칙령을 엮어 여섯 권의 책으로 출판하라고 지시했다. 그리하여 세상에 나온 것이 《교회 법령집 제6서》(Liber Sextus)이다. 이 자료는 오늘날 교회법률가들 또는 교회법 학자들이 교회법을 제대로 해석하고 분석하는데 있어 여전히 중요한 역할을 하고 있다. 교회 법령집은 제6서의 말미에 나오는데, 현재는 《옛 교회 법전》(Corpus Juris Canonici) 제5권 말미에 소개되고 있다.

## 콜론나 가문과의 갈등
1297년 자코포 콜론나 추기경이 오토네, 마테오, 란돌포 등 자기 형제들의 영지 상속권을 박탈했다. 그러자 세 형제는 보니파시오 8세에게 편지를 보내 자코포에서 자신들의 영지를 돌려주라고 명령해줄 것을 호소하며, 콜론나 가문의 근거지인 콜론나와 팔레스트리나를 비롯하여 일부 마을을 교황에게 바쳤다. 자코포는 교황의 명령을 거부했다. 자코포와 그의 조카 피에트로 콜론나는 오히려 교황의 정지적 적들인 아라곤의 하이메 2세와 시칠리아의 프리드리히 3세 등과 친밀한 관계를 형성하였다. 그 해 5월 보니파시오 8세는 자코포 콜론나와 그를 따르는 무리들을 추기경단에게 쫓아내고 파문하였다.
이에 (교황과 손잡은 세 형제를 제외한) 콜론나 가문은 첼레스티노 5세의 사임은 전례 없는 일이며, 그를 뒤이은 보니파시오 8세는 불법적으로 선출된 것이기에 그를 교황으로 인정할 수 없다고 주장했다. 이러한 분쟁은 결국 전투로 이어져, 그 해 9월 보니파시오 8세는 란돌포 콜론나를 교황군 지휘관으로 임명하여 그의 가문인 콜론나 가문의 반란을 진압할 것을 명령했다. 1298년 말에 들어서 란돌포는 콜론나와 팔레스트리나 그리고 그 밖의 마을을 점령했는데, 이 때 그는 순순히 항복하면 해치지 않는다는 보니파시오 8세의 확약을 믿고 평화롭게 항복한 그들을 초토화시켜 버렸다. 단테는 몬테펠트로의 귀도가 조언한 대로 이를 약속만 하고 실행하지 않았다면서 신의를 저버린 행동이라고 비판했지만, 기벨린(황제파)은 이미 오래 전부터 신용할 수 없는 상대로 인식되어 있었다. 팔레스트리나는 주교좌 성당을 제외한 나머지가 완전히 쑥대밭이 되어버렸다. 그리하여 시타파팔레라는 새로운 도시가 팔레스트리나를 대체했다.

## 시칠리아와 이탈리아
아라곤의 차이메 2세가 동생 프레데리코에게 시칠리아 왕위(트리나크리아 왕국, Regnu di Trinacria)를 물려주어 프레데리코는 시칠리아의 프리드리히 2세로 즉위하였다. 보니파시오 8세는 그가 시칠리아의 왕으로 등극하는 것을 만류하였지만 피디리쿠 2세가 계속 고집을 부리자 보니파시오 8세는 1296년에 그를 파문하고 시칠리아 섬 전체에 성무금지령을 내렸다. 피디리쿠 2세와 시칠리아 백성 누구도 이에 동요하지 않았다. 성무금지는 1302년 피디리쿠 2세와 카를로 2세를 각각 시칠리아와 나폴리를 통치한다는 칼타벨로타 평화협정(Pace di Caltabellotta, Paci di Cataviddotta)이 체결될 때까지 유지되었다. 한편 보니파시오 8세는 십자군 원정을 준비하기 위해 베네치아와 제노바에게 휴전할 것을 종용했으나 그들은 교황의 제안을 거절하고 3년 간 싸웠다.
보니파시오 8세는 구엘프 내 흑색당과 백색당의 분쟁을 종식시키기 위해 피렌체에도 성무금지령을 내리고 1300년 야심 가득한 샤를 드 발루아 백작을 이탈리아로 불러들였다. 샤를의 개입으로 흑색당에 의해 백색당 지도부가 전복되어 영구추방되었다.

## 희년
보니파시오 8세는 1300년 2월 22일에 교서 《Antiquorum habet》를 반포하여 희년을 선포하고 희년에 보편적인 성격을 부여했다. 교황은 사도 베드로의 무덤과 사도 바오로의 성전을 순례하게 했다. 그의 희년 선포는 교회 안에서 열렬한 환영을 받았고 로마인들 외에도 20만 명 이상의 순례객이 희년 행사에 참석했으며 순례객 가운데는 《신곡》의 저자 단테 알리기에리도 끼어 있었다고들 말한다. 사실 단테 자신이 이 때의 희년에 참여한 것으로 묘사하지만 확실치가 않다.
그 당시, 시내에서 성 베드로 대성전으로 가는 유일한 다리는 테베레강을 가로지르는 산탄젤로 다리였다. 로마인들은 이 다리를 건너기 위하여 수많은 순례자들이 운집해 있는 것을 보고 그 흐름을 원활하게 하기 위하여 이 다리의 반을 갈라 각기 일방통행으로 만들었다.

## 제1차 스코틀랜드 독립 전쟁
잉글랜드의 에드워드 1세가 스코틀랜드를 침략하여 스코틀랜드 왕 존 발리올에게 폐위시켰는데, 존 발리올은 교황의 보호 아래 교황궁에 머무른다는 조건 아래 구속에서 물려났다. 제1차 스코틀랜드 독립 전쟁으로 알려진 전쟁 초반에 밀리던 스코틀랜드인들은 교황에게 스코틀랜드의 대영주 자격으로 나서서 보호해줄 것을 호소했다. 교황은 이를 받아들여 교황 칙서 《나는 안다, 아들아》(Scimus, Fili)를 통해 에드워드가 스코틀랜드를 침략해 점령한 것을 비판했다. 교황은 이 칙서를 통해 에드워드에게 스코틀랜드에 대한 공격을 즉시 중단하고 협상에 나서라고 촉구했다. 하지만 에드워드는 이를 무시했다. 1301년 잉글랜드 남작들은 교황에게 서신을 보내 스코틀랜드에 대한 교황의 대영주로서의 권리를 부인하고 잉글랜드에 소유권이 있다고 주장했다.

## 필리프 4세와의 갈등
국민 국가가 형성되고 권력을 중앙집권화 하려는 군주들의 욕망이 강하게 일어나던 시기에 보니파시오 8세와 프랑스 국왕 필리프 4세가 충돌하게 되었다. 날이 갈수록 강화되어가는 왕권과 교회의 갈등은 특히나 1285년 필리프 4세의 권력 강화로 악화되었다. 프랑스에서 왕을 중심으로 한 진정한 국민 국가로의 발전은 카페 왕조 때부터 시작되었다. 필리프 4세는 최고의 시민 법률가들을 거느리고 법집행에 있어 성직자들의 참여를 전면 금지하였다. 프랑스와 잉글랜드가 서로를 상대로 벌이는 전쟁을 치르기 위한 자금을 모으기 위해 성직자들에게도 과세하자 보니파시오 8세는 이에 맞서 강경한 입장을 취했다. 이를 세금 문제에 대한 성직자들의 전통적인 권리를 침해한 것으로 본 그는 1296년 2월 교황의 승인을 받지 않고 평신도가 성직자에게 세금을 부과하는 것을 금하는 교황 칙서 《성직자와 평신도》를 공표했다. 《성직자와 평신도》의 발표로 보니파시오 8세와 필리프 4세 사이에는 적대 관계가 형성되었다. 필리프 4세는 교황령과의 모든 교역을 중단하라고 지시하는 것으로 맞대응하였다. 사실 교회 운영은 프랑스의 수입원에 많이 의존하고 있었다. 이에 보니파시오 8세는 필리프 4세에게 “하느님께서는 교황을 왕들보다 더 높은 지위에 놓으셨다”면서 강력히 항의하였다.
필리프 4세는 프랑스 교회의 재산이 나라의 전쟁을 지원하는데 쓰여야 한다고 생각했다. 그는 잉글랜드와 전쟁을 하고자 하였다. 필리프 4세는 교역 중단과 더불어 중동에 파병할 새 십자군 원정을 위한 기금을 모으던 교황 대리인들을 프랑스에서 추방하는 조치를 취했다. 보니파시오 8세는 1296년 9월 교황 칙서 《형언할 수 없는 사랑》(Ineffabilis amor)을 공표하여 기본 입장에서 한발 물러섰다. 그는 나라를 지키기 위해 필요하다면 성직자가 자원하여 세금을 낼 수 있다고 발표했다. 여기서 ‘필요하면’이라는 표현은 왕이 언제든지 결정할 수 있다는 뜻이었다. 필리프 4세는 교역 중단 명령을 철회하고 보니파시오 8세는 자신과 잉글랜드의 에드워드 1세 사이의 분쟁을 조정할 중재자로 받아들였다. 보니파시오 8세는 대부분의 문제에 있어서 필리프 4세의 편의를 최대한 봐주었다.
그러나 보니파시오 8세와 필리프 4세의 불화는 다시 재개되어 필리프 4세가 보니파시오 8세에 맞서 반교황 움직임에 착수한 14세기 초반에 정점에 달하였다. 분쟁은 필리프 4세의 측근과 교황 특사 베르나르 세세 간에 언쟁이 벌어지면서 다시 촉발되었다. 1301년 필리프 4세는 베르나르 세세를 반역죄를 뒤집어씌워 체포한 후 감옥에 가둔 한편 나르본의 대주교 질 에슐랑을 구류하였다. 이에 격분한 보니파시오 8세는 1301년 12월 교황 칙서 《아들아, 내 말을 들어라》(Ausculta Fili)를 공표하여 지상의 모든 왕들보다 더 높은 영적 군주인 그리스도의 대리자의 말에 공손히 귀를 기울이라고 호소했다. 그는 필리프 4세 주최로 열린 궁정 재판에서 성직자가 판결받는 것은 위법적이며 국가의 이익을 위해 교회 재산을 계속 사용하는 것에 반대했으며, ‘교회의 자유를 보호하기 위한 조치’를 취하기 위해 프랑스의 주교들과 수도원장들을 로마로 소집해 주교회의를 열 것이라고 발표했다. 필리프 4세는 교황 칙서를 접한 후 교황 사절의 손에서 칙서를 잡아챈 다음 불 속에 던져버렸다는 이야기가 전해지고 있다.
1302년 2월 교황 칙서 《아들아, 내 말을 들어라》가 필리프 4세를 비롯해 많은 사람이 보는 앞에서 공개적으로 소각되었다. 그럼에도 불구하고 1302년 3월 4일 보니파시오 8세는 프랑스 성직자들에 대한 교황의 통제를 분명히 하기 위해 장 르무엔 추기경을 교황 특사로 보냈다. 필리프 4세는 보니파시오 8세가 계획한 주교회의를 사전에 방해하기 위해 4월 파리에서 삼부회를 소집한다고 발표했다. 프랑스 역사상 최초의 삼부회에서 귀족, 성직자, 평민 세 신분 모두 로마에 왕과 왕의 세속적 권력을 옹호하는 서신을 보냈다. 한편 45명의 프랑스 고위 성직자들은 필리프 4세의 금지령과 사유 재산 몰수 조치에도 불구하고 1302년 10월 로마에 열린 회의에 참석했다.
주교회의가 끝난 후, 1302년 11월 18일 보니파시오 8세는 교황 칙서 《거룩한 하나의 교회》(Unam sanctam)를 공표했다. 《거룩한 하나의 교회》는 중세기의 세속적인 권한과 종교적인 권한을 상세히 나타낸 가장 유명한 칙서로서 교회의 일치와 속권에 의해 위협받는 일치, 군주에 대한 충성과 교황에 대한 순명 사이에서 지역 교회 주교들이 교계제도 안에서 취할 태도에 대한 것이었다. 또한 《거룩한 하나의 교회》는 이전 교황들의 발표보다 세속의 군주들을 세우고 심판하는 교황의 권한을 보다 명백하게 강조한 것으로도 유명하며 내용은 ‘사람은 두 가지 면으로 살아간다. 하나는 영적인 면이고 다른 하는 세속적인 면이다. 세속적인 권력이 정도를 벗어나면 영적인 권력의 판단을 받아야 한다’는 요지로 되어 있으며, 교황의 재치권에는 영적인 권력 뿐만 아니라 세속적인 권력도 있으며, 왕들은 이 교황의 권력에 예속되어 있다고 선언했다. 다른 한편 교황은 장 르무엔 추기경을 필리프 4세에게 보내는 교황 특사로 임명하고 특별히 그에게 필리프 4세를 파문 상태에서 해제할 권한까지 부여하면서, 양자 간의 교착 상태를 해결하려고 노력하였다.

## 피랍과 죽음

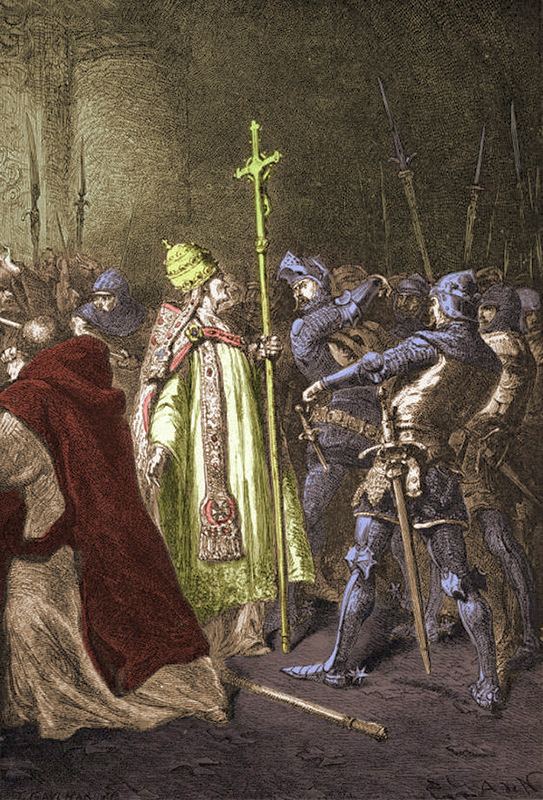
아나니 사건을 묘사한 19세기 프랑스 회화.

1303년 4월 4일 성목요일, 교황은 프랑스 성직자들이 로마에 오는 것을 방해하는 모든 사람을 파문하였다. 파문 대상에는 필리프 4세까지 포함되었다. 이에 대한 응답으로, 필리프 4세의 재상 기욤 드 노가레는 보니파시오 8세의 신상을 공격하면서 그를 이단자로 비난하고 공의회를 열어 심판해야 한다고 주장했다. 1303년 8월 15일 교황은 프랑스 왕국 신민들에 대한 필리프 4세의 통치권을 중단시켰다. 그리고 필리프 4세가 로마의 교회 법정에 출두하여 자신의 행동을 소상히 설명하기 전까지는 공석 중인 프랑스의 모든 교구장 주교와 수도원장 임명을 모두 보류하기로 하였다. 이리하여 프랑스는 무력으로 이 모든 일을 해결하려 하였다.
1303년 9월 7일 기욤 드 노가레가 이끈 프랑스군과 시아라 콜론나가 당시 아나니의 교황궁에 있던 보니파시오 8세를 급습하였다. 교황은 1303년 9월 8일 교황 칙서를 공표해 필리프 4세와 기욤 드 노가레를 파문할 예정 이었는데 이를 막기위해서 벌린 사건이었다. 기욤 드 노가레와 시아라 콜론나는 보니파시오 8세를 만나 난폭한 행동을 일삼으면서 교황직을 사임할 것을 협박했다. 보니파시오 8세는 굴복하지 않고 사임하느니 차라리 죽음을 택하겠다고 대꾸하였다. 이에 시아라 콜론나가 보니파시오 8세의 뺨을 세게 철썩 때렸는데, 당시 68세였던 교황은 그 충격으로 쓰러졌다고 전해진다. 이를 아나니 사건(Schiaffo di Anagni)이라고 부른다. 보니파시오 8세는 3일이 지나서야 풀려났으나 그로부터 한달 후에 선종하였다. 단테는 이 사건을 《신곡》의 연옥 편에서 기록해 놓고 있다. 즉 ‘그리스도께서는 당신의 대리자 안에서 포로가 되시고 모욕을 당하셨다’는 표현이다. 피렌체의 유명한 역사가 조반니 빌라니는 당시 상황을 다음과 같이 적었다.
시아라와 그 밖의 적들이 교황에게 와서 매우 상스러운 말로 조롱하면서 교황과 교황과 함께 있던 이들을 포박하였다. 그 중에서도 프랑스 왕을 위해 협상을 지휘한 노가레의 기욤은 교황에게 경멸하는 어투로 그를 론 강이 있는 리옹으로 끌고가 교황직에서 폐위시키고 유죄 판결을 받게 하겠다고 협박하였다. … 어느 누구도 교황의 몸에 감히 손을 대지 못하였으나, 그들은 거리낌 없이 교황에게 손을 댔을 뿐만 아니라 그의 신변을 구속하고 교황과 교회의 보물들을 약탈하는데 정신이 팔렸다. 위대한 교황 보니파시오는 3일 동안 적들의 수중에 포로로 사로잡혀 고통과 수치심, 정신적 충격 속에서 지냈다. … 이에 분노한 아나니 시민들이 들고 일어나 콜론나와 그의 무리들을 몰아내 죽이거나 생포하였으며, 교황과 교황청 관료들을 풀어주었다. … 보니파시오 교황은 즉시 교황청 관료들과 함께 아나니를 떠나 로마로 돌아가서 성 베드로 대성전에서 주교회의를 소집했다. 그러나 마음 속 깊이 새겨진 비탄과 마음의 상처로 인하여 로마로 돌아왔을 때, 그는 마치 실성한 사람처럼 자기 손을 물어뜯는 생소한 병에 걸렸고, 결국 천주 강생 1303년 10월 12일 지상에서의 삶을 마감했다. 그의 시신은 생전에 그가 지은 성 베드로 대성전 입구 가까이 있는 화려한 경당에 명예롭게 안장되었다.
고열에 시달리던 보니파시오 8세는 10월 11일 추기경 여덟 명과 교황청 관료들이 보는 앞에서 정신이 온전한 상태에서 신앙 고백을 하고 노자 성체를 영한 다음 선종하였다.
보니파시오 8세의 시신은 1605년 뜻하지 않게 발굴되었으며, 당시 교황청 공증인이자 바티칸 대성전의 기록 보관 담당자인 자코모 그리말디(1568-1623)가 이를 기록으로 남겼다. 교황의 시신은 삼중으로 만든 나무관 속에 종려나무 가지 일곱 개와 함께 뉘어 있었는데, 시신 상태는 꽤 온전한 상태로 남아 있었으며, 키가 굉장히 컸다고 한다. 시신을 통해 당시의 의복 상태를 알 수 있었는데, 긴 스타킹이 다리와 허벅지를 덮고 있었으며, 검은색 실크로 만든 수대와 수단, 교황용 두건이 입혀져 있었다. 그리고 영대와 제의, 반지, 보석으로 장식한 주교용 장갑도 착용하고 있었다.
현재 보니파시오 8세의 시신은 성 베드로 대성전 지하에 커다란 대리석관에 안장되어 있으며, 그의 무덤 위에는 그의 이름(BONIFACIVS PAPA VIII)이 기명되어 있다.

## 같이 보기
- 조반니 빌라니